# Caran d'Ache
Caran d'Ache var pseudonymet for den franske satiriske og politiske tegneserietegner Emmanuel Poiré (født i Moskva den 6. november 1858, død 1909 i Paris). "Caran d'Ache" kommer fra  russisk karandash (карандаш) blyant (af tyrkisk "karadash" sort sten — brugt til at skrive på "karatash" sort skifer). Mens hans første værker viste Napoleon 3.s tid, gik han videre til at skabe "fortællinger uden ord". Som bidragsyder til aviser som Lundi du Figaro hyldes han som en af forgængerne til tegneseriestriber. Det schweiziske kunstnerproduktfirma Caran d'Ache er navngivet efter ham.

## Biografi
Dreyfus-affæren delte det franske samfund. I sin kendteste tegning afbilder Caran d'Ache en fiktiv familjemiddag. Øverst siger faderen "lad os ikke diskutere Dreyfus-affæren". Nederst står der "de har diskuteret den". (Se galleri nedenfor)
Caran d'Ache var barnebarn af en grenader i Napoleons Grande Armée, der blev såret under Slaget ved Borodino og blev tilbage i Rusland. Efter sin bedstefars død blev han adopteret af en polsk familie, hvis datter han giftede sig med.
I 1877 emigrerede Caran d'Ache til Frankrig, hvor han blev fransk statsborger og meldte sig til hæren for fem år, hvor han tegnede uniformerne til krigsministeriet, og hvor han bidrog til dets magasin, La Vie militaire med satiriske illustrationer som karikaturer af den tyske hær.
Han døde i Paris den 25. februar 1909 i en alder af 50 år.

## Galleri
- Caran d'Ache's mest kendte tegning om Dreyfuss-affæren.
- Silhuetter benyttet ved Chat Noir cabaret